# Joseph Mbah Ndam
Pour les articles homonymes, voir Ndam (homonymie).
Joseph Mbah Ndam, de son complet Joseph Njang Mbah Ndam, né le 28 février 1955 à Batibo et mort le 13 avril 2020 à Yaoundé, est un avocat et homme politique camerounais. Il est député à l’Assemblée nationale de 1997 à 2020.

## Biographie

### Enfance et études
Joseph Mbah Ndam naît le 28 février 1955 à Batibo dans la région du Nord-Ouest du Cameroun. Il est titulaire d’un doctorat en droit privé obtenu au terme de ses études supérieures à l’Université de Yaoundé.

### Carrière
Il commence sa carrière d’avocat en 1990 et adhère au parti d’opposition le Front social démocrate dès sa création en 1990. En 1997, il est élu Député à l’Assemblée nationale. Il est député du Front social démocrate à Batibo. A l’Assemblée nationale, il occupe la fonction de président du groupe parlementaire du parti de John Fru Ndi.

### Décès
Il décède le 13 avril 2020 à Yaoundé et inhumé le 27 juin 2020 au complexe scolaire Ezazou dans la ville. 